# 條紋球背象鼻蟲
條紋球背象鼻蟲（学名：Pachyrhynchus sonani）为象鼻蟲科球背象鼻蟲屬下的一个种。